# Селеман Кідунда
Селемані Салум Кідунда (англ. Selemani Salum Kidunda; 1 січня 1984) — танзанійський боксер, олімпієць.
На літніх Олімпійських іграх 2012 року в Лондоні (Велика Британія) виступав у змаганнях боксерів напівсередньої ваги (до 69 кг). У першому ж колі поступився представникові Молдови Васіле Білоусу.
Учасник чемпіонату світу з боксу 2013 року в Алмати (Казахстан), ігор Співдружності 2010 (Делі, Індія) та 2014 (Глазго, Шотландія) років.